# HD 8779
HD 8779，又名BD-01 189，SAO 129300、HR 416，是一颗恒星，视星等为6.41，位于銀經141.83，銀緯-61.98，其B1900.0坐标为赤經1h 21m 20.2s，赤緯-0° -61.98′ 7″。